# Unione Sportiva Altamura
L'Unione Sportiva Altamura, meglio nota come Altamura, è stata una società calcistica italiana con sede ad Altamura, nella città metropolitana di Bari (prima provincia di Bari).
Nata nel 1941, ebbe diverse denominazioni di cui "U.S. Altamura" quella posseduta per maggior tempo, almeno dalla fine degli anni cinquanta al 1966 o '67 e dal 1995 al 2015, anno dello scioglimento.
Eccetto che per un'apparizione in Serie C nella stagione 1945-1946, la formazione ha disputato i campionati regionali fino al 1986, quando ha iniziato un ciclo che l'ha vista per cinque anni nella Serie C2 professionistica e per undici anni nei campionati interregionali. Retrocessa nel 2002 nelle serie regionali, è poi scesa gradualmente nelle ultime categorie del calcio pugliese, perdendo dal 2004 la qualifica di maggior squadra calcistica cittadina.
Dopo il suo scioglimento nessun club ne ha rivendicato ufficialmente l'eredità storica. Il Team Altamura, squadra inizialmente coesistita alla vecchia Unione Sportiva, e che come altre, ha in comune con la vecchia compagine scomparsa i colori sociali, la mascotte, ossia la leonessa, e alcune divise, e ha raccolto con il tempo il supporto della parte più consistente della tifoseria organizzata locale, anch'essa non ha mai rivendicato formalmente alcun legame.

## Storia

### Gli inizi (1941-1986)

Una formazione dell'Altamura della prima metà degli anni ottanta.

Nel 1941, l'Unione Sportiva Altamura ottiene l'affiliazione alla F.I.G.C.; la città ebbe delle squadre rappresentative, in Seconda Divisione, già da due anni prima. Nel secondo dopoguerra, con la denominazione di U.S. Franco Baldassarre, partecipa a due campionati di Serie C, rinunciando a concludere il secondo e venendo quindi ricollocata in Prima Divisione regionale. Negli anni cinquanta l'U.S. Altamura partecipa ai campionati dilettantistici pugliesi, e nel 1966 diventa Edilsport Altamura (in seguito Avis Edilsport Altamura).

### Ascesa nel professionismo (1986-2003)
Fino al 1986 il palcoscenico rimane quello dei campionati regionali; dopo aver nuovamente cambiato denominazione in Altamura Calcio la società viene promossa nel Campionato Interregionale al termine del campionato di Promozione 1985-1986. Nel Campionato Interregionale 1987-1988 avviene un salto di qualità grazie al 3º posto finale e alla conquista della Coppa Italia Dilettanti.
L'Altamura, con Franco Tafuni alla presidenza e Franco Di Benedetto allenatore, ottiene la prima promozione in Serie C2 nella stagione 1988-1989, dopo un lungo testa a testa con la Pro Matera, e partecipa a quattro campionati di fila in Serie C2, fino alla stagione 1992-1993. Al termine del Campionato Nazionale Dilettanti 1995-1996, allenati da Ezio Capuano, i murgiani terminano primi nel girone H e tornano tra i professionisti, ma ci restano solamente un anno, il 1996-1997, che si conclude con la retrocessione dopo la sconfitta nei play-out contro il Marsala. 

Il mediano di spinta Franco Tafuni, prima solo giocatore dell'Altamura e poi il presidente-capitano con cui la stessa società varca le soglie del professionismo. Tornato alla presidenza nel 1998, la sua famiglia guida il club biancorosso, dopo la sua scomparsa.

La squadra disputa cinque stagioni in Serie D e alla fine del campionato 2001-2002 retrocede in Eccellenza pugliese.

### Il declino e lo scioglimento (2003-2015)
Alla fine della stagione 2003-2004 il club retrocede dall'Eccellenza in Promozione regionale, di fatto non essendo più la prima formazione calcistica cittadina. Nel giro di quattro anni discende fino alla Terza Categoria senza mai più ottenere alcuna promozione. 
Nel frattempo, in questo periodo si affacciano in città diverse altre realtà, quali ad esempio fra le maggiori, la "Fortis Murgia" poi Fortis Altamura, la "Leonessa", (questa con una partecipazione in Serie D nella stagione 2006-2007), e il "Team Altamura".
Nell'estate del 2015, dopo aver militato per sette anni consecutivi in Terza Categoria sempre sotto la gestione della famiglia Tafuni, l'U.S. Altamura viene sciolta.

### Dopo l'US Altamura
Delle varie compagini cittadine, fra la fine degli anni duemiladieci e l'inizio dei duemilaventi è il succitato Team Altamura (già "Real") a imporsi definitivamente sulla scena. Nato nel 2003, questo club, che l'US peraltro incontrò nel suo ultimo campionato di Eccellenza e che ne condivide colori e simbolo, non ne rivendica alcuna formale eredità. Nel tempo, il Team eredita invece dal vecchio sodalizio scomparso il supporto degli ultras, e nel 2024 riporta ad Altamura la Serie C, che nel comune murgiano mancava da ventisette anni.

## Colori e simboli

### Colori
La maglia dell'U.S. Altamura è stata tradizionalmente a strisce verticali bianche e rosse alternate, anche se dalle varie fotografie sparse in rete nonché sulle poche qui presenti, si deduce che in varie stagioni sono stati adottati motivi diversi o ispirati alla strisciata.

Oltre alla maglia a strisce, è stata caratteristica anche quella con una piccola scacchiera, a quadrati bianchi e rossi (simile a quella della nazionale di Calcio croata, eccetto che per il blu), simili all'effige comunale.
Sulla base delle varie fotografie visualizzate, si può però fare un bilancio a partire dagli anni settanta, non conoscendo testimonianze scritte, attendibili e verificabili, degli anni precedenti.
Il Real, poi Team Altamura, formazione dagli stessi colori sociali dell'U.S. Altamura, ha adottato generalmente uniformi dai motivi molto simili a quelli del club predecessore.

### Simboli ufficiali e stemma
Il simbolo dell'U.S. Altamura è stata la leonessa, desunta dall'appellativo "Leonessa di Puglia", dato alla città murgiana in ricordo della sua straordinaria resistenza all'assedio sanfedista del 1799; questo simbolo non è stato ad uso esclusivo della società calcistica, difatti campeggia e ha campeggiato sugli stemmi della stessa Leonessa Altamura e del Real, poi Team Altamura. Il felino è peraltro simbolo della concittadina Leonessa di pallavolo.
Gli stemmi del club biancorosso conosciuti sono l'ellisse a strisce verticali alternate bianche e rosse, con la leonessa in basso, nell'atto di alzarsi per difendersi, e quello quasi identico a quello comunale, con la scritta "Unione Sportiva Altamura" sul nastro in basso, al posto della "Federicus me reparavit" dell'effigie comunale.

## Strutture

### Stadio
Non si dispone, qui, di una cronologia precisa dell'utilizzo degli stadi da parte di questa squadra, ma è riscontrato che almeno dal 1945 la formazione, allora U.S. Franco Baldassarre, utilizzò il "Campo Cagnazzi" di Altamura (ovviamente intitolato al teologo e statistico locale, Luca de Samuele Cagnazzi), con calpestio in terra battuta, per poi adottare dagli anni ottanta lo Stadio Antonio D'Angelo (intitolato all'omonimo, defunto calciatore), con campo in manto erboso e dotato di due tribune, di cui quella ad ovest, più grande, coperta; almeno negli anni duemiladieci quest'impianto dispone di 4000 posti a sedere.

## Palmarès

L'Altamura vincitore del girone L del Campionato Interregionale 1988-1989; sul petto, la coccarda di detentore della Coppa Italia Dilettanti.

### Competizioni nazionali
- Coppa Italia Dilettanti: 1

1987-1988

### Competizioni interregionali
- Campionato Nazionale Dilettanti: 2

1988-1989 (girone L), 1995-1996 (girone H)

### Competizioni regionali
- Prima Categoria: 1

1959-1960 (girone B)
- Seconda Categoria: 1

1970-1971 (girone B)
- Promozione: 1

1985-1986 (girone A)

## Statistiche e record

### Partecipazione ai campionati

#### Campionati nazionali
| Livello | Categoria                       | Partecipazioni | Debutto   | Ultima stagione | Totale |
| ------- | ------------------------------- | -------------- | --------- | --------------- | ------ |
| 3º      | Serie C                         | 2              | 1945-1946 | 1946-1947       | 2      |
| 4º      | Serie C2                        | 5              | 1989-1990 | 1996-1997       | 5      |
| 5º      | Campionato Interregionale       | 3              | 1986-1987 | 1988-1989       | 11     |
| 5º      | Campionato Nazionale Dilettanti | 5              | 1993-1994 | 1998-1999       | 11     |
| 5º      | Serie D                         | 3              | 1999-2000 | 2001-2002       | 11     |

#### Campionati regionali
| Livello | Categoria             | Partecipazioni | Debutto   | Ultima stagione | Totale |
| ------- | --------------------- | -------------- | --------- | --------------- | ------ |
| 1º      | Prima Divisione       | 1              | 1951-1952 | 1951-1952       | 27     |
| 1º      | Campionato Dilettanti | 2              | 1957-1958 | 1958-1959       | 27     |
| 1º      | Prima Categoria       | 10             | 1959-1960 | 1971-1972       | 27     |
| 1º      | Promozione            | 12             | 1955-1956 | 1985-1986       | 27     |
| 1º      | Eccellenza            | 2              | 2002-2003 | 2003-2004       | 27     |
| 2º      | Seconda Categoria     | 3              | 1965-1966 | 1970-1971       | 4      |
| 2º      | Promozione            | 1              | 2004-2005 | 2004-2005       | 4      |
| 3º      | Prima Categoria       | 1              | 2005-2006 | 2005-2006       | 1      |
| 4º      | Seconda Categoria     | 2              | 2006-2007 | 2007-2008       | 2      |
| 5º      | Terza Categoria       | 7              | 2008-2009 | 2014-2015       | 7      |

## Tifoseria
L'Unione Sportiva Altamura ha raccolto, soprattutto nel periodo di approdo nella Serie C2, una cospicua partecipazione della cittadinanza alle gare della squadra. Proprio nell'ambito della partecipazione della tifoseria, si ricordano quelle avutesi in occasione dei confronti con il Gravina, la formazione rappresentativa del comune vicino, e con il Matera, con cui alla fine degli anni ottanta ci fu un epico duello in Interregionale, proprio per l'accesso in C2 (il capoluogo lucano dista da Altamura meno di venti kilometri).
Il gruppo ultras biancorosso, con in testa i cosiddetti "Irriducibili", fra gli anni duemiladieci e i duemilaventi è progressivamente passato a sostenere il Team Altamura.